# Цемяночная улица
Цемя́ночная у́лица — улица в городе Сестрорецке Курортного района Санкт-Петербурга. Проходит от улицы Первого Мая до улицы Воскова. На север продолжается улицей Первого Мая.
Название появилось в середине XIX века. Связано с тем, что здесь производили цемянку — смесь цемента с керамической крошкой.
Первоначально Цемяночная улица проходила от улицы Первого Мая за улицу Воскова до ныне несуществующего Крестовского переулка. В конце улицы был Пушечный мост (судя по карте, через болото). Переулок существовал с середины XIX века и был упразднен 29 декабря 1972 года, а свое название он позаимствовал от соседних Крестовской улицы и Крестовской набережной (ныне часть улицы Мосина и набережная Строителей).
Участок за улицей Воскова был упразднен в 1970-х годах — он вошел в застройку квартала.
Кривая форма начального участка обусловлена тем, что в начале XX века вдоль него проходил подъездной железнодорожный путь к Сестрорецкому оружейному заводу.
В 2013 году на месте дореволюционного дома 22 по Цемяночной улице был построен многоквартирный жилой дом 10 по улице Воскова.